# Soterius von Sachsenheim család

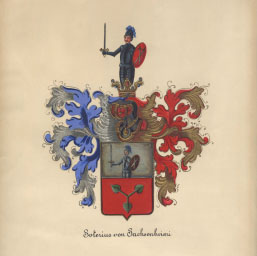
A Soterius von Sachsenheim-ház címere

A Soterius von Sachsenheim-ház egy erdélyi szász nemesi család, mely Stein faluból (magyarul Garat) származik, a korábbi szász adminisztratív terület, Kőhalomszék területéről. Tagjai között voltak politikusok és bürokraták az erdélyi állami adminisztrációban, valamint katonatisztek, tudósok, lelkészek és művészek is.

## Legelső felmenők
A család felmenői a középkorban emigráltak a jelenlegi Németország nyugati területéről Erdély délkeleti részére, egy német telepes csoport részeként (erdélyi szászok), akiket a magyar királyok hívtak, hogy telepedjenek le a királyság keleti határához közel. A család eredeti neve Schöchter(t) volt. A Mosel frank nyelvjárásban (az erdélyi szászok által beszélt német dialektus alapja) a Schöchtert fa tejesvödröt jelentett, Schöchter egy kádár, aki tejesvödröket készít.
A legismertebb első ős, Valentinus Schöchtert (született kb. 1554-ben), Stein faluban élt (magyar neve Garat, a Brassóhoz közeli Zsiberk közösségben, Romániában) és gazdálkodó volt. Fia, Peter Schöchtert (született kb. 1584-ben) szintén Steinben lakott. A családfa szerint a neve mellett lévő szavak Christinus Scholarius (keresztény tudós) voltak. Felesége Martha Goldwein volt.
Mivel akkoriban nagyon divatos volt latin vezetéknevet használni, a család neve Schöchter(t)ről Soteriusra változott (ami hasonló a görög soter, megmentő szóhoz). Peter Schöchter(t) fia Petrus Soterius volt, Steinben, 1618-ban született. Evangélikus lelkész lett Szászbudán, a család három lelkészgenerációjából elsőként. Petrus kétszer nősült, először Anna Thomae-t vette el (1632-66), majd másodszor Barbara Kisslinget (1633-91), utóbbi királybírák régi szász családjából származott. 1661-ben, amikor Petrus részt vett egy, a trónvitákban érintett török tábori misszióban, a török vezér, Ali Pasa az Erdély hercege címet adományozta neki, hogy elnyerje a szászok szimpátiáját (a többnemzetiségű Erdélyben). Petrus azonban visszautasította, mivel ő elégedett volt lelkészi életével.

## Georg Soterius (az idősebb)
Petrus fia, Georg Soterius (az idősebb) 1673 előtt született Szászbudán. A nagyszebeni gimnáziumba járt, azt követően teológiát és történelmet tanult Wittenbergben (1693-1696). 1696-ban Georg Soterius jogtalanul részt vett egy vitában, melyben egy barátja érintett volt. Emiatt egy ideig nem tudott hazatérni, és e helyett a lettországi Rigába ment, ahova 1696. május 12-én érkezett meg. Beiratkozott a Dorpat-i Egyetemre és Marienburgban (a mai lettországi Alūksne–ben) maradt, Johann Ernst Glück lelkész házában. Ott találkozott és tanította Marta Helena Skowrońskát, egy 12 éves litván árva lányt, akit a lelkész támogatott (később ő lett Oroszország uralkodója I. Katalin néven).
Georg Soterius később visszatért Nagyszebenbe. 1701-ben feleségül vette Agnetha Lupinust, egy lelkész lányát. Két gyermekük született, Georg (az ifjabb) (1704-ben) és Andreas (1707-ben). 1708-ig a nagyszebeni gimnáziumban tanított. Elkezdett egy kutatást is Erdély történelméről és földrajzáról, felhasználva ősi és modern nyelvekben való jártasságát. Hogy előkészítse e nagy munkáját, írt néhány előzetes tanulmányt latinul és németül, melyek egy részét jelenleg a Brukenthal Nemzeti Múzeum őrzi. A Cibinium című könyv (a Szeben folyó latin neve) 2006-ban jelent meg, miután latinról németre fordították a Horneck-kastélyban (Gundelsheim, Németország) található Erdélyi Könyvtár számára.
1708-ban evangélikus lelkész lett Szászkeresztúron (a szászbudai közösségben). Ő jelentkezett erre a meglehetősen csendes posztra, hogy folytathassa, és végül befejezhesse nagy történelmi műveit. Itt kapott levelet I. Katalin cárnőtől, aki emlékezett rá, mint tanárára, és felajánlott neki egy pozíciót a cári udvarban (ő azonban visszautasította, hasonló okokból). Georg Soterius szélütésben halt meg Szelindeken 1728. február 10-én. Felesége, Agnetha 25 évvel élte túl. Agnetha 1756. november 11-én hunyt el.

## Georg Soterius (az ifjabb)
Georg Soterius (az ifjabb) Németországban járt egyetemekre, Lipcsében magiszter fokozatot szerzett. Fiatal professzorként kezdett előadásokat tartani az egyetemen. Apja 1728-ban bekövetkezett halála miatt nem maradhatott Németországban, hazatért Nagyszebenbe, ahol tanított és 1733-ban iskolaigazgató lett. 1739-ben feleségül vette Anna Katherina Breckner von Brukenthalt (1713-1763), a későbbi erdélyi kormányzó, Samuel Breckner von Brukenthal testvérét. Gyermekeik: Johann Michael Soterius von Sachsenheim (az idősebb), Anna Sophie, Katherina és Anna Maria. 1741 áprilisában Georg Soteriust evangélikus lelkésszé nevezték ki Sellenberkben és 1746-ban Szelindekbe ment. Később ő lett a nagyszebeni káptalan esperese. Kitűnő embernek és tudósnak tartották, számos esszét és vallási tárgyú könyvet írt. 1756-ban Szelindeken halt meg.

## Johann Michael Soterius von Sachsenheim (az idősebb)

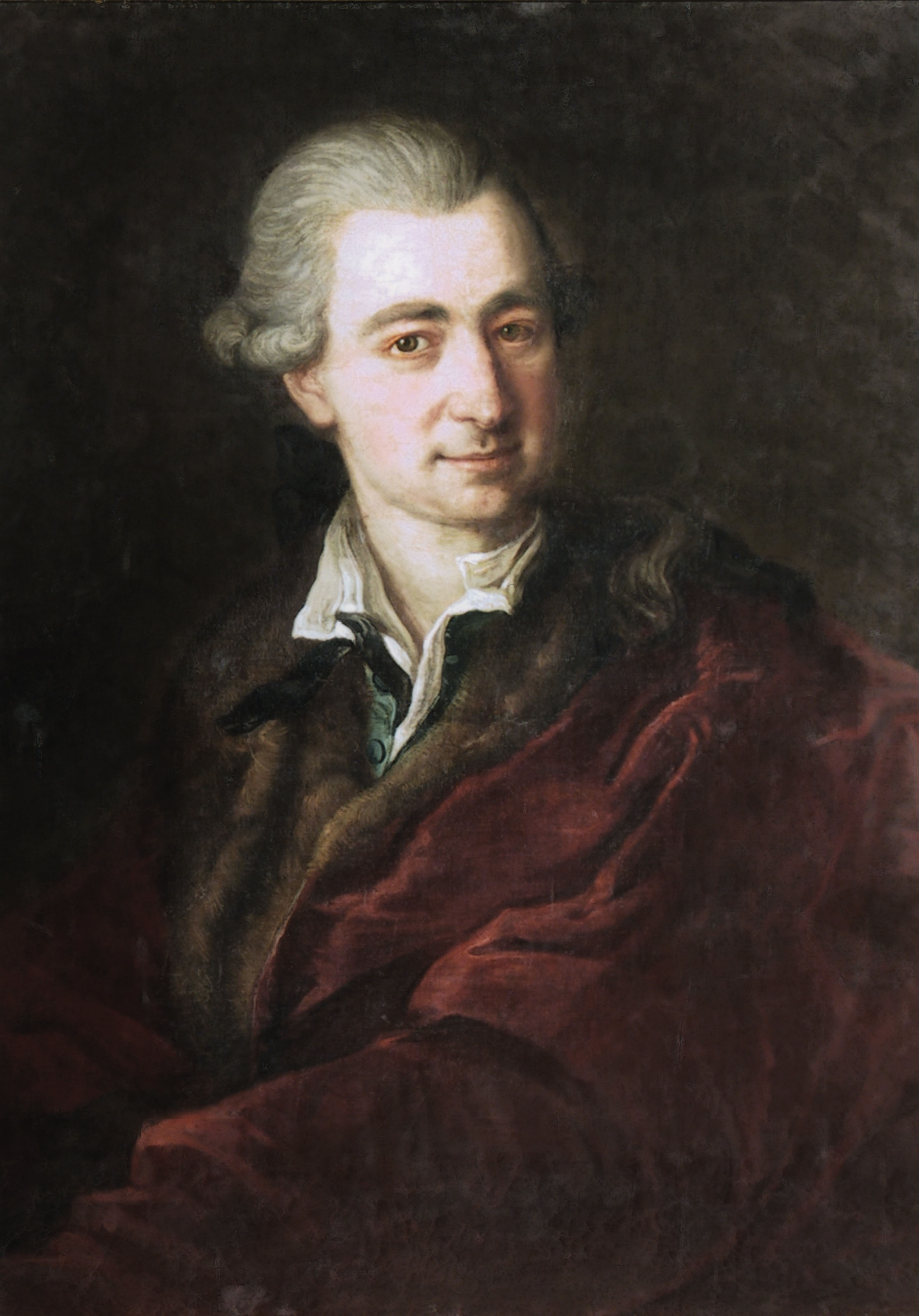
Johann Michael Soterius von Sachsenheim (az idősebb) portréja, ismeretlen művész festette, Brukenthal Nemzeti Múzeum

Johann Michael (az idősebb) 1742. november 25-én Sellenberkben született és tanulmányait a nagyszebeni gimnáziumban kezdte. 1770-ben vette feleségül Anna Mara Filtsch-t, a nagyszebeni plébánia lelkipásztorának lányát. Első gyermekük, Anna Maria 1771-ben született. Később két fiú is született, Johann Michael (a fiatalabb) és Carl.
1771-ben Johann Gubernialkonzipist let, 1786-ban pedig Gubernialsekretär az erdélyi közigazgatási rendszerben. Az 1790-es kárpótlási rendeletet követően 1791-ben hoztak egy döntést arról, hogy delegációt küldenek II. Lipót német-római császárhoz az erdélyi szászok nevében, hogy szabályozásra tett javaslatukat előterjesszék. A nagyszebeni polgármester Rosenfeld és Johann Michael vezette a delegációt, és 1792 januárjában Bécsbe utaztak, hogy találkozzanak II. Lipót császárral. Ugyanabban az időben Johann Michael nemesi rangot kapott a császártól, aki a címhez a von Sachsenheim nevet biztosította számára és örökösei számára. Az eredeti aláírt dokumentumok és a címer a család tulajdonában van.
Johann Michael ismert volt zenei tehetségéről, játszott zongorán és komponált áriákat és menüetteket is. Miután Samuel von Brukenthal visszavonult a politikából, Johann együttműködve vele megszervezte és kibővítette a gyűjteményét és könyvtárát (ez adta a későbbi Brukenthal Nemzeti Múzeum alapját, mely tartalmaz egy Soterius von Sachsenheim gyűjteményt is). 1794. március 31-én halt meg Kolozsváron, ahova a család az után költözött, hogy kiderült, a tartományi kormány székhelye ez a város lesz.

## Johann Michael Soterius von Sachsenheim (az ifjabb)

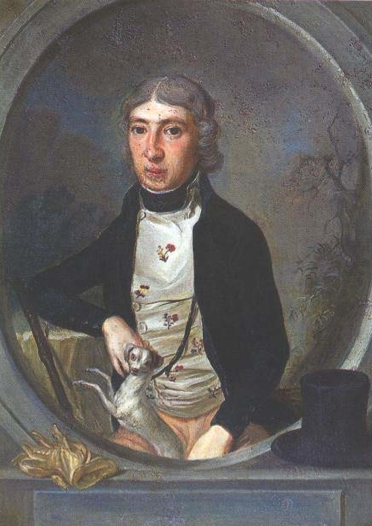
Johann Michael Soterius von Sachsenheim (az ifjabb) portréja (1799), festette: J.M. Stock, Brukenthal Nemzeti Múzeum

Johann Michael Soterius von Sachsenheim (az ifjabb) 1775. február 2-án született. A helyi protestáns iskolába járt, majd filozófiát és jogot tanult a kolozsvári líceumban 1794-ig, amikor az apja meghalt. Néhány hónap múlva csatlakozott a kerületi államigazgatáshoz és 1796-ban, az erdélyi központi kormányzat támogatásával, általános kincstári ellenőr lett az erdélyi kormányban.
A családon belül ő volt az első, aki írásban rögzítette életének eseményeit egy nagyon részletes, több oldalas naplóban, melyet a család tagjai megőriztek, és amely betekintést enged a korai 1800-as évekbe, és megmutatja, mennyi betegséggel és halállal kellett megküzdeni.
1808-ban feleségül vette Theresia Sophie Elisabeth von Albrichtsfeldet, aki négy gyermeknek adott életet (kettő érte meg a felnőttkort). Felesége 1819-ben tüdőbajban meghalt. 1820-ban Johann újraházasodott, elvette Johanna Justine Conrad-ot, akitől nyolc gyereke született (hét érte meg a felnőttkort, köztük Clara Adelheid és Albert Conrad). Johann Michael 63 évesen hunyt el, akut légzési problémák miatt, 1838-ban, Nagyszebenben.

## Clara Adelheid Soterius von Sachsenheim

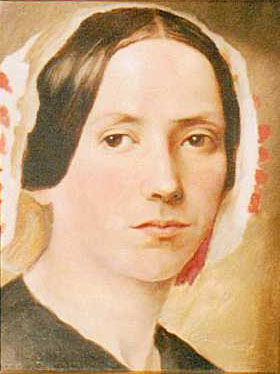
Clara Adelheid Soterius von Sachsenheim önarckép (1853), Erdélyi Múzeum

Clara Adelheid 1822. november 5-én született, ifjabb Johann Michael és második felesége, Johanna Justine második gyermekeként. Művészi tehetsége volt, melyet a festő Theodor Glatz is dicsért Anton Kurznak szóló levelében 1847. május 16-án, mely levél megjelent a Siebenbürgischer Volksfreund című magazinban. Clara gyakran járt a nagyszebeni Brukenthal Művészeti Galériában, ahol festészetet tanult. Ott találkozott a feltörekvő művésszel, Theodor Sockllal, aki tanított ott. Clara özvegy édesanyja hosszú vonakodása után, 1847-ben Theodor engedélyt kapott, hogy megfesthesse Clara portréját.
Clara és Theodor házasság előtt összeköltöztek, a nő édesanyja és a család többi tagjának neheztelésére. A család vonakodása ellenére, akiknek kétségei voltak a házasság ellen Theodor bizonytalan helyzete, vallási és státuszbeli különbözőségei miatt, a pár 1847. augusztus 12-én összeházasodott. Ekkor elhagyták Nagyszebent és Ausztriában, Grazban valamint Bécsben éltek 1850-ig, amikor visszatértek Nagyszebenbe.
Clara anyaként festő-és rajzórákat adott, közben portrét is festett, Dr. Gottfried Teilmannról és (Tafelrichter) Adolf Spechről. Készült továbbá egy erdélyi nemeseket ábrázoló 20 portréból álló sorozat is. Férje is festett, de mellette fényképész lett. 1854 tavaszán létrehoztak egy fotóstúdiót Nagyszebenben, Clara néhány képet a kor egyre fejlődő divatjának megfelelően kiszínezett. 1857 októberében a család visszatért Bécsbe, ahol folytatták a festést és a fotózást.
Clara, aki tüdőpanaszoktól szenvedett, 38 évesen hunyt el 1861. július 25-én. Néhány hónappal később, december 25-én, 46 évesen Theodor követte őt. A temetés költségeihez Theodor testvére eladta a megmaradt képeket, köztük több száz tanulmányt, egy bécsi ócskásnak. Egy önarckép és férjének, Theodornak a portréja, mindkettő 1853-ban készült, Angliába került a fiaik által, a család azóta ezeket a gundelsheimi Erdélyi Múzeumnak adományozta.
Négy gyermekük volt, közülük három érte meg a felnőttkort. Közülük Victor Franz Theodor Sockl létrehozott és sikeresen működtetett egy üdvözlőkártya-gyártó céget Angliában (Sockl and Nathan).
Clara rajta van a Benezit Művészeti Lexikon listáján, írnak róla egy 1970-es kiadású, az 1850-es évek nagyszebeni művészeiről szóló publikációban, melyet Dr. Julius Bieltz jegyzett.

## Albert Conrad Soterius von Sachsenheim

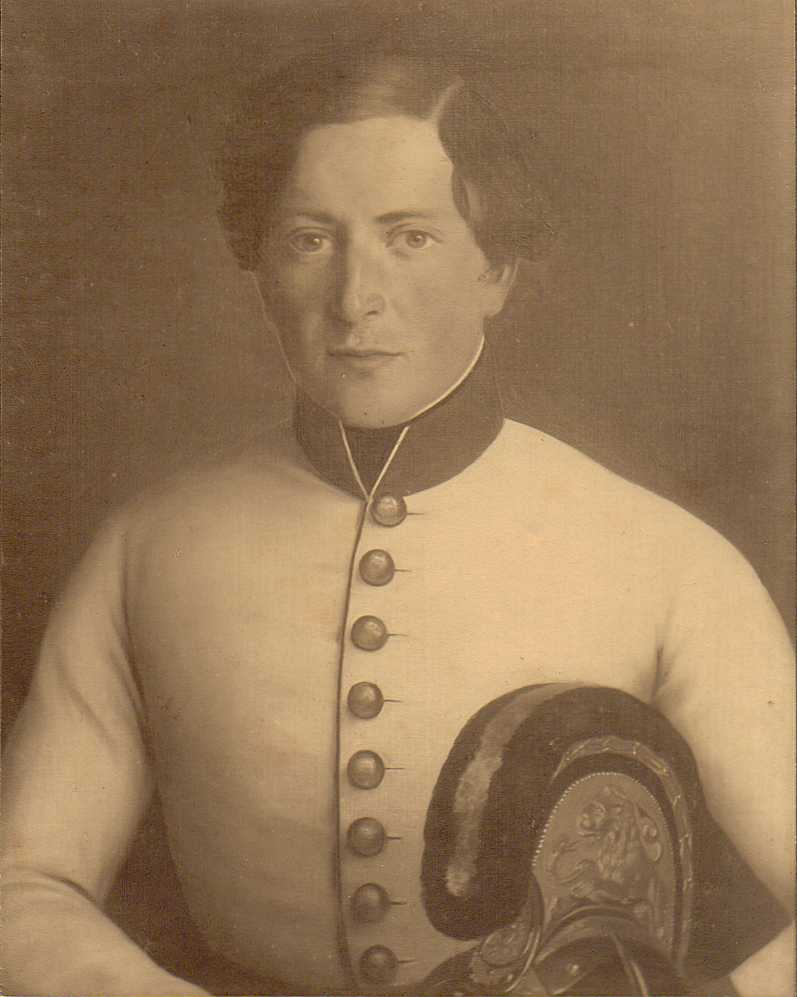
Albert Conrad Soterius von Sachsenheim portréja (1848), festette: Theodor Sockl

Albert Conrad Soterius von Sachsenheim 1824. május 7-én született. A nagyszebeni gimnázium után katonai pályára lépett, hadnagyi rangig vitte 1847-ben. Az 1848-as magyar szabadságharc alatt 19 csatában és rohamban vett részt. 1860-ban távozott a hadseregtől, századparancsnoki rangban. Ezt követően Albert Medgyesen telepedett le, felesége, Jeanette Schaffendt szülőhelyén, és a közélettel jegyezte el magát.
1861-ben részt vett az “Erdély megtakarításainak és fejlődésének Egyesülete” alapításában (szervezet, mely gyakran megelőzte a bankalapítást), mely az első ilyen szervezet volt Erdélyben. 1867-ben részt vett a “Bor Export Szövetség” megalapításában, melyben 1873-ig bizottsági tag volt. Az “Erdélyi-Szász Mezőgazdasági Társaság” felső vezetésének tagjaként két éven át ő volt az elnöke Medgyesen a Regionális Szövetségnek. A Nagy Helyi Tanács újjászervezése óta városi képviselő volt, és a Medgyesi járás gyűlésének bizottsági tagja. 1872-ben levelező tagja lett a Kereskedelmi Kamarának Brassóban.
1872-ben parlamenti mandátumot szerzett a magyar Diétában az 1872-1875 közötti parlamenti ciklusra, majd 1875-ben újabb három évre megválasztották.

## Arthur Soterius von Sachsenheim

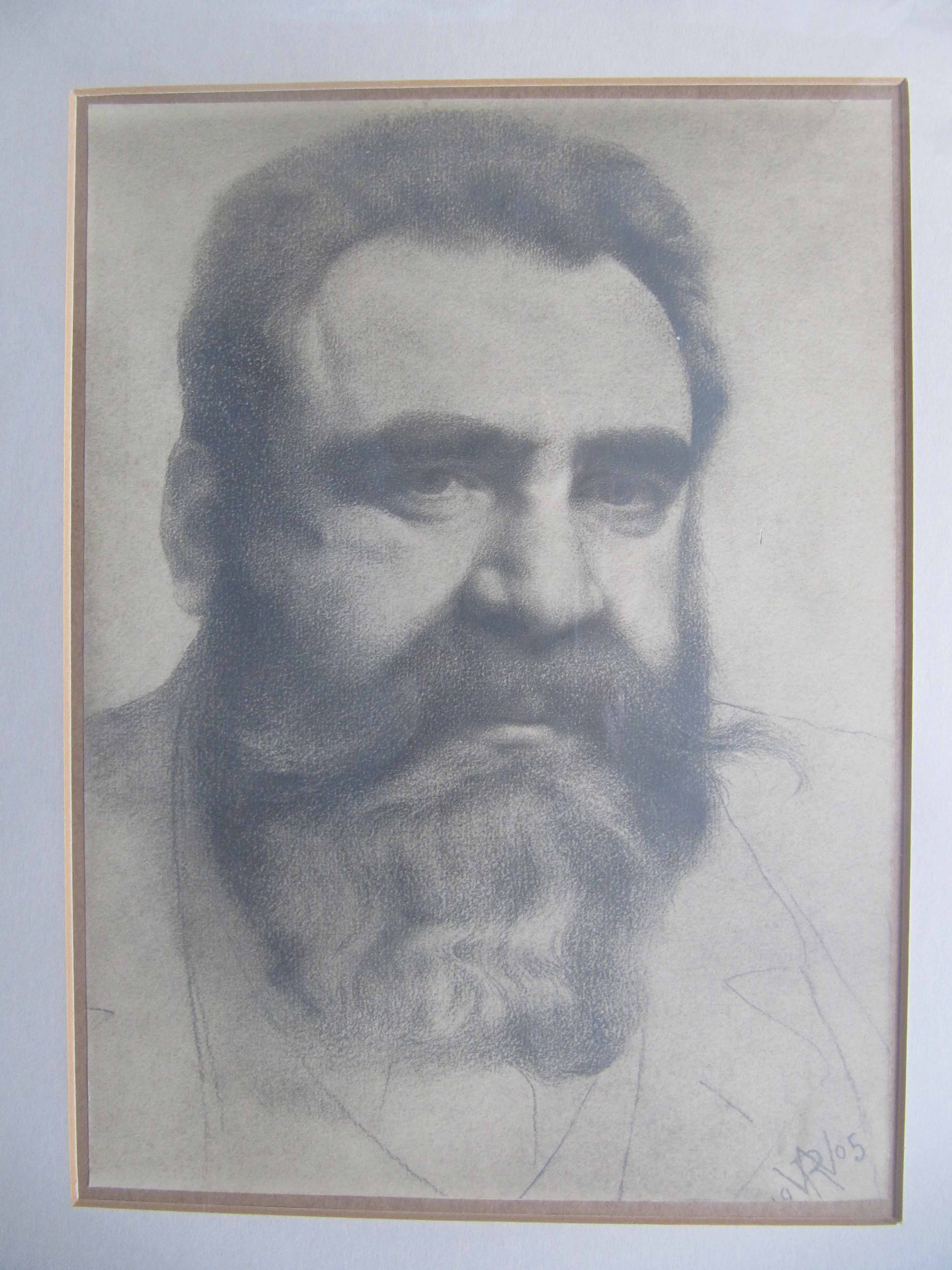
Arthur Soterius von Sachsenheim portréja (1905), festette: Robert Wellman

Dr. med. Arthur Soterius von Sachsenheim 1852. július 31-én született Békéscsabán, ahol akkoriban apja, Albert Conrad a hadseregnél szolgált. Miután elvégezte a medgyesi gimnáziumot, orvostudományt tanult a Bécsi Egyetemen, miközben grazi, berlini és würzburgi diákszállásokon lakott. Általános orvosként kapott doktori diplomát. 1881-ben jelentkezett a katonai orvosi iskola egy kurzusára Bécsben és 1882-ben a trieszti helyőrségi kórházba sorozták be. Itt nagy érdeklődést mutatott a hajózás nyüzsgő tevékenységei iránt, és 1883 februárjában kilépett a hadseregből, az osztrák-magyar Lloyd Steamship társaságnál kapott állást, mint hajóorvos. Ebben a minőségében járta be a Földközi-tengert, és kétszer járt Brazíliában is. Járt továbbá a Vörös-tenger partjainál, utána Indiában, Sri Lankán, Indonéziában és Kínában.

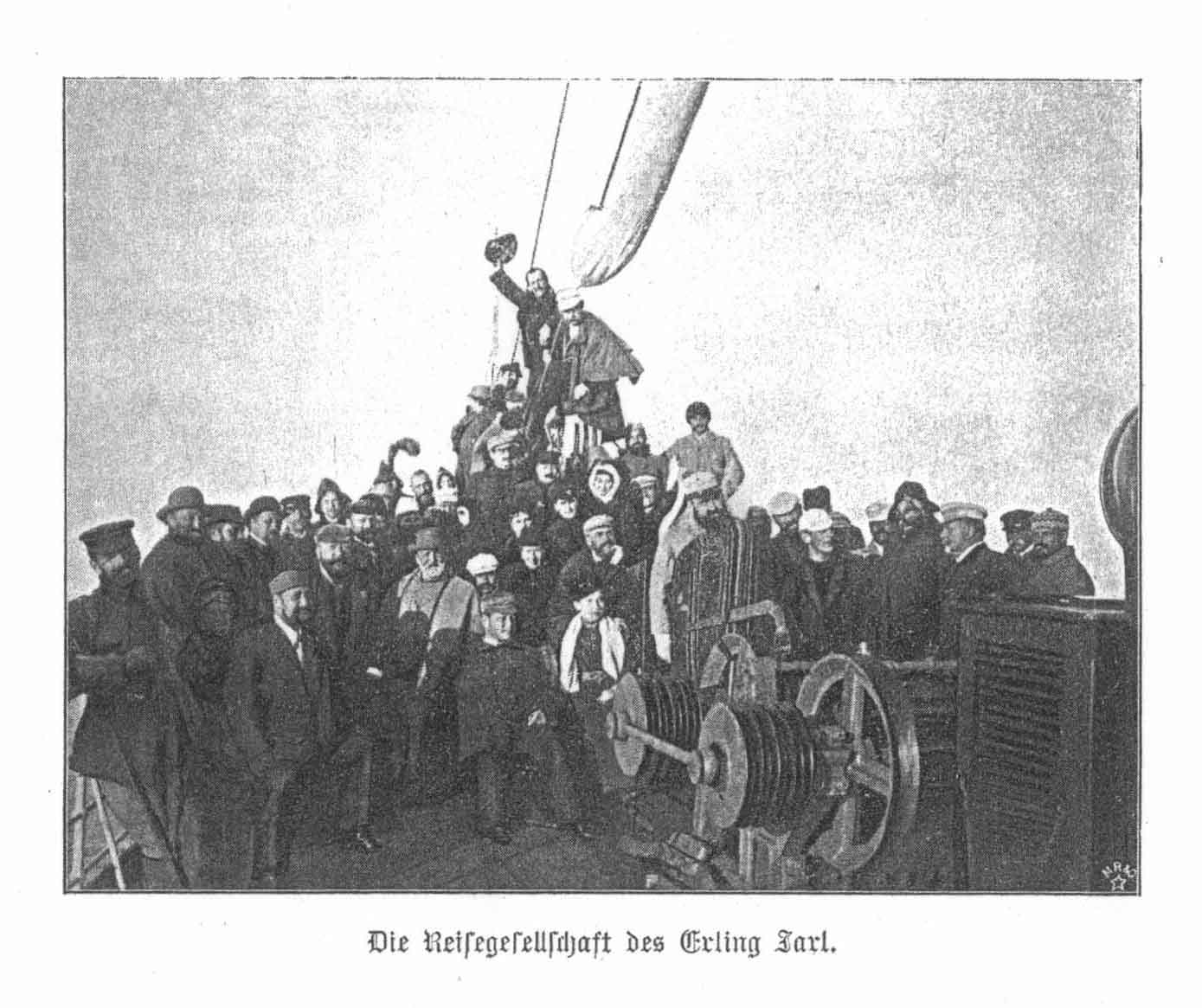
Fotó az 1896-os Erling Jarl expedíció csapatáról. Arthur S.v.S. jobb oldalon elöl fehér sapkában és szakállal

Körülbelül két év majdnem megszakítatlan utazás után, 1885 márciusában visszatért Erdélybe és Barcaföldváron lett orvos. Itt feleségül vette Wilhelmina Gustot, aki három lánynak adott életet (köztük Edith Soterius von Sachsenheimnek). 1889 februárjától a Ferenc József Kórházban, Nagyszebenben lett második számú vezető (1904-ben ő lett az igazgató főorvos).
Arthur részt vett az 1896-os Erling Jarl gőzhajó-expedícióban, ahova harminc tudóst küldtek a világ harminc országából, hogy felfedezzék a Spitzbergák környékét. Ott találkoztak Salomon August Andrée-vel, aki készítette elő az 1897-es Sarkvidéki Ballon Expedícióját, hírt kaptak Fridtjof Nansenről, aki megkísérelt elmenni a legészakabbra, amennyire lehet (és sikerült neki), de egészen 1896-ig nem lehetett tudni, pontosan merre jár. Arthur néprajzi tárgyakat gyűjtött, emlős csontvázakat, puhatestűeket (köztük azt a puhatestűt, ami később a Neptunea sachsenheimi nevet kapta). Miután hazatért az expedícióról, megírta Erdélytől a Spitzbergákig című könyvét (mely elérhető az ASTRA Nemzeti Múzeum Komplexumban).
Egy több mint 100 néprajzi tárgyból álló gyűjteményt adományozott az Erdélyi Természettudományi Egyesületnek, melyeket a világ különböző részeiről gyűjtött össze. Ez a kollekció egyike volt a Nagyszebenben 1933-ban, az ASTRA Nemzeti Múzeum Komplexum részeként megnyitott “Franz Binder” Egyetemes Néprajzi Múzeum kezdeti fő gyűjteményeinek.

## Edith Jeanette Soterius von Sachsenheim

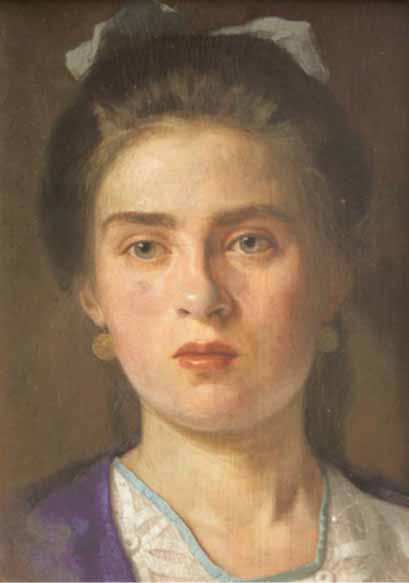
Edith Soterius von Sachsenheim portréja, festette: Arthur Coulin

Edith Jeanette Soterius von Sachsenheim 1887. december 26-án született, Barcaföldváron. Már korán megmutatkozott művészi tehetsége a festészetben és a szülei támogatták, hogy ezen a területen teremtsen karriert. Miután befejezett egy kétéves kurzust (1903-04) a Nagyszebeni Művészeti Főiskolán, apja angliai rokonokhoz vitte, ahol egy évet töltött (1904-05) angoltanulással valamint zongora és művészeti órákkal. A Nemzeti Galériától engedélyt kapott, hogy a múzeumi műveket lemásolja, és itt kezdett érdeklődést mutatni Turner akvarelljei iránt, melyek korai műveire látható hatással voltak, csakúgy, mint később is, 1948 után.
1907-ben apja elhatározta, lányát Münchenbe küldi, hogy ott folytassa tanulmányait, a Képzőművészeti Egyetemen. Egy évvel később látogatni kezdte Moritz Heymann professzor művészi körét, ahol találkozott olyan művészekkel, akik rokonszenveztek a Jugend csoporttal. Bár az iskolai szünetekre hazatért, három évet tanult Münchenben. 1911-ben Edith visszatért Erdélybe, és a brassói galériában megjelent első kiállítása. 1912-ben feleségül ment dr. Franz Herfurthhoz. Három gyermeke született, Editha, Günther és Eva, de családi kötelezettségei egy ideig korlátozták művészi törekvéseit. A házasság tönkrement; 1926-ban elváltak és a következő évben Edith feleségül ment gyerekkori barátjához, Ludwig Herbert professzorhoz. Ludwig 51 évesen, 1936-ban szívrohamban elhunyt.
Ezt a fájdalmas eseményt követően, Edith Dél-Németországba költözött, hogy közel legyen ott élő lányaihoz, valamint eltöltött egy kis időt Lengyelországban, majd visszament Dél-Németországba a második világháború hátralévő éveire. Ahol tudott, festett, főként akvarelleket azokról a helyekről, ahol élt, és amelyeket meglátogatott, ezekre valamennyire hatással volt a korábban említett korai találkozása Turner művészetével. 1955-ben Londonba, Angliába költözött Eva lányához. Itt portrékat (köztük lánya családjáét) és főként rózsákat festett.
Edith 83 évesen, 1970-ben hunyt el. Életében több mint 200 festményt, rajzot és litográfiát alkotott, melyek most múzeumokban, illetve szerte Európában barátok és rokonok tulajdonában vannak. 1998-ban a németországi Gundelsheim Erdélyi Múzeuma retrospektív kiállítást nyitott, és 50 festményét megvásárolta, melyek közül néhány a múzeum állandó kiállítási darabja. 1999-ben a Gundelsheim-gyűjteményt Münchenben is kiállították, a Haus des Deutschen Ostens épületében. 2001-ben a bécsi Hadtörténeti Múzeum megvásárolt három portrét első világháborús tisztekről, és ezeket kiállította.